# Rubus lucidus
Rubus lucidus är en rosväxtart som beskrevs av Per Axel Rydberg. Rubus lucidus ingår i släktet rubusar, och familjen rosväxter. Inga underarter finns listade i Catalogue of Life.